# Høreapparatets historie
|  | Maskinoversættelse og/eller tvivlsomt indhold Denne sides indhold bærer præg af at være en maskinoversættelse og/eller meget dårligt og uklart formuleret. Det vurderes at sproget er så dårligt og eventuelt forkert eller til at misforstå, at det bør omskrives eller oversættes på ny. Du kan hjælpe med at oversætte til korrekt dansk i denne og lignende artikler. Hvis dette ikke sker inden for kort tid, kan en sletning komme på tale. Se evt. denne sides diskussionsside eller i artikelhistorikken. |

Det første høreapparat blev opfundet i det 17. århundrede. Udviklingen af de moderne høreapparater begyndte med opfindelsen af telefonen, og det første elektriske høreapparat blev skabt i 1898. I slutningen af det 20 århundrede, blev det første høreapparat solgt kommercielt. Nogle af de første høreapparater var eksterne høreapparater. Eksterne høreapparater indfangede lyde foran øret og blokerede al anden lyd. Apparatet sad på eller i øret.
Opfindelsen af kulkornsmikrofonen, sendere, DSP, og udvikling af computer-teknologi bidrog til at udvikle høreapparatet til sin nuværende form.

## Øre trompeter
Brug af høreværn trompeter for delvis døv, kan dateres tilbage til det 17 århundrede. Mod slutningen af det 18. århundrede, blev deres brug mere og mere almindelige. Sammenklappelig konisk øre trompeter blev foretaget af instrument beslutningstagere på en one-off grundlag for konkrete kunder. Kendte modeller i den periode, er blandt andet Townsend Trompeten (lavet specielt til den døve pædagog John Townshend), Reynolds Trompet (specielt bygget til maleren Joshua Reynolds) og Daubeney Trompeten.
Det første firma der påbegyndte den kommercielle produktion af øret trompeter blev etableret af Frederik C. Tøjler i London i 1800-tallet. Samt producere øre trompeter, Tøjler også solgt høre fans, og tale-rør. Disse instrumenter hjalp med at forstærke lyde, mens den stadig er bærbare. Men disse enheder generelt var klodsede og var nødt til at være fysisk støttes fra neden. Senere, mindre, hånd-holdt øre trompeter og kogler blev brugt som høreapparater.
Rein var bestilt til at designe en speciel akustisk stol til den syge Konge af Portugal, John VI i Portugal i 1819. Tronen var designet med kunstfærdigt udskårne våben, der lignede den åbne munden på løver. Disse huller har handlet, som den modtagende område for akustik, som blev videregivet til bagsiden af tronen via et tale rør, og i kongens øre.
Endelig i slutningen af 1800-tallet, akustisk horn, som var et rør, der havde to ender, en kegle, der erobrede lyd, og til sidst blev lavet til at passe ind i øret.
Mod slutningen af det 19. århundrede blev skjulte høreapparater mere og mere populær. Tøjler banebrydende mange bemærkelsesværdige designs, herunder hans 'akustisk pandebånd', hvor høreapparatet enhed var kunstfærdigt skjult i håret eller hovedbeklædning. Tøjlers Aurolese Telefoner var pandebånd, der er gjort i en række af former, der er indarbejdet lyd samlere i nærheden af øret, der ville forstærke akustik. Høreapparater var også skjult i sofaer, tøj og tilbehør. Dette drev i retning af stadigt stigende usynlighed var ofte mere om at skjule den enkeltes handicap fra det offentlige, end om at hjælpe den enkelte til at klare med hans problem.

## Elektroniske høreapparater
De første elektroniske høreapparater blev bygget efter opfindelsen af telefonen og mikrofonen i 1870'erne og 1880'erne. Den teknologi, der er inden telefon øget hvordan det akustiske signal kan ændres. Telefoner var i stand til at styre lydstyrke, frekvens, og forvrængning af lyd. Disse evner blev brugt i skabelsen af høreapparat.
Den første elektriske høreapparater, kaldet Akouphone, blev skabt af Miller Reese Hutchison i 1898. Det brugte en carbon senderen, så høreapparatet kan være bærbare. Den carbon senderen blev brugt til at forstærke lyden ved at tage et svagt signal og ved hjælp af elektrisk strøm til at gøre det til et stærkt signal. Disse elektroniske høreapparater kan i sidste ende være skrumpet ind punge og andre accessories.
En af de første producenter af elektronisk forstærket høreapparat, var Siemens selskab i 1913. Deres høreapparater var klodsede og ikke let bærbar. De var på størrelse med en "stor cigarkasse" og havde en højttaler, der ville passe ind i øret.